# Rhenium(VII)oxid

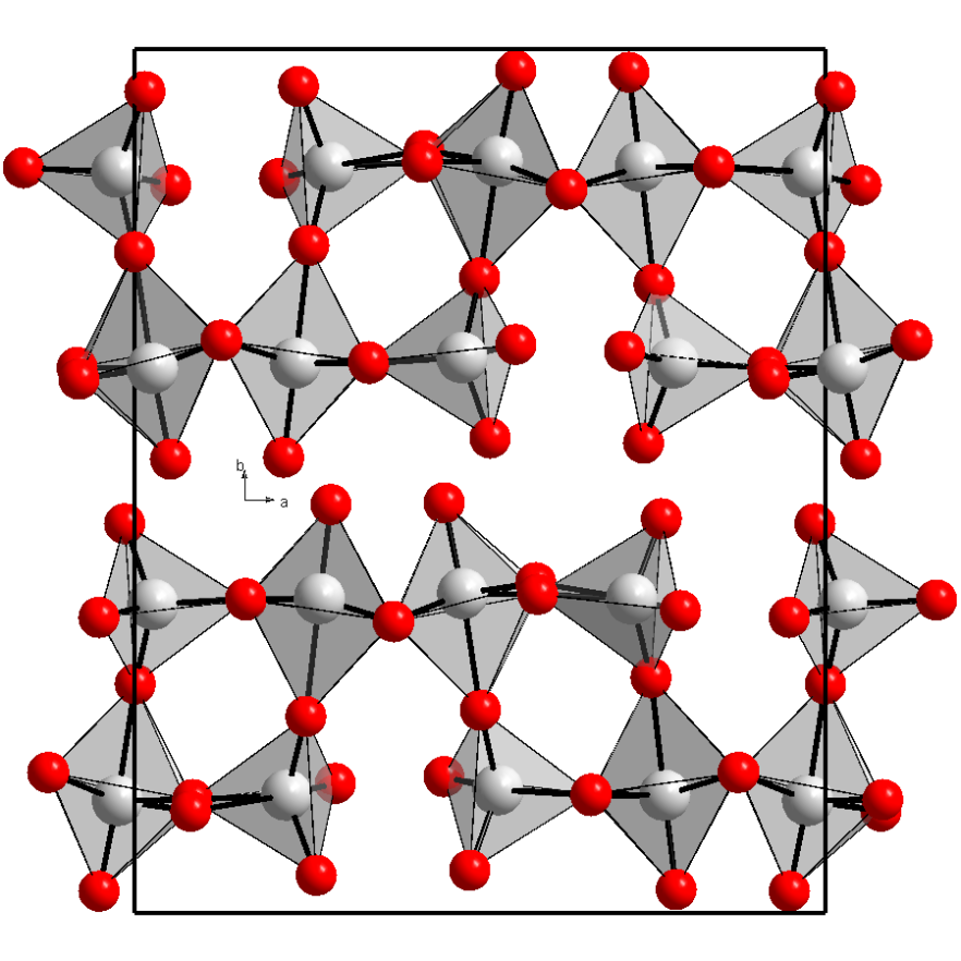

Rhenium(VII)oxid,Re2O7 är ett gult pulver som, när man tillsätter vatten, bildar rhenium(VII)syra(eller perrheniumsyra) under kraftig värmebildning.
Re2O7 + H2O —> 2HReO4
Det motsatta händer om man tillsätter koncentrerad svavelsyra till rhenium(VII)syran.